# 出奇致勝
出奇致勝（日语：ウインマーベル），是日本純種競賽馬匹。目前主要勝場有2022年葵葉錦標、2023年阪神盃以及2024年阪急盃和京王盃春季盃。

## 出賽前
2019年5月8日出生於北海道新冠町Cosmo View牧場，成長途中於一口馬主俱樂部Win Co. Ltd.進行馬主募集。
其後交由美浦訓練中心練馬師深山雅史訓練。

## 競賽生涯

### 2歲
2021年6月20日出戰札幌競馬場2歲新馬戰，保持於第四的位置下在直路開始加速，但最終僅跑獲第三。
其後繼續出戰2歲未勝利戰，於四場賽事中分別取得兩次第三及第五。
10月17日第五度出戰2歲未勝利戰，比賽初段成功進佔第二的有利位置，於直路上和Luna Hermosa展開爭奪並迅速拉開對手，最終以2 1/2馬位優勢取得首勝。
11月14日出戰福島兩歲錦標，比賽途中選擇於先頭外疊位置逐步推進，於最後直路開始發力衝刺。進入直路後，其依然保持不俗的走勢向前推進，最終以1 1/4馬位取得連勝。
年末以中京兩歲錦標作為目標，本次比賽選擇居中策略，維持自身於約莫第五的位置穩步追走。進入直路後，雖然其於中檔位置以優秀的速度上前蠶食對手，但仍然被領放馬畫出浪漫拋離，最終以3 1/2馬位差距落敗。

### 3歲
2022年首戰為獵鷹錦標，然而於比賽途中陷入劣勢局面，於直路進一步失速下以第十五大敗。
其後以表列賽橘錦標作為目標，比賽途中一直維持於第三的位置，跟隨前方的加市冠冕及Kaju Faith前進，在最後彎道開始採取行動。進入直路後，其迅速加速超越力弱的Kaju Faith，中段迫近加市冠冕和其並排，最終進一步拉開對手率先衝線取得勝利。
5月28日出戰本年升格為三級賽的葵葉錦標，賽前取得第一人氣。比賽開始後，其進佔中團第九左右的位置穩步推進，雖然於中段未有太大動作，但在第四彎道時開始抽出外檔取位。進入直路後，其選擇在中外檔的位置展開猛烈的加速，透出取得優勢下拉開對手，最終以2 1/2馬位戰勝豐蘊礦取得首個分級賽冠軍，亦為練馬師深山雅史帶來首次分級賽優勝。
8月以連勝為目標出戰堅蘭盃，採取前行戰術下維持於第五的位置，最最後彎道上前至第二。進入直路後，其進一步加速超越領放馬取得領先，但於終點線前被衝出的急風聲勢超越以第二落敗。
入秋後首度出戰一級賽，以短途馬錦標為目標，賽前為第七人氣的半冷門。比賽開始後，其選擇於中團位置等待時機，維持於有遮擋的位置下保留體力。進入直路後，其迅速於中檔位置展開加速，雖然一直超越前方透出的險峰懸壁，但仍然以頸位差距爆冷取得一席第二。

### 4歲
2023年年初繼續以短途戰線作為目標，但於絲路錦標及高松宮紀念分別以第七及第十大敗。
5月13日回師1400米賽事出戰京王盃春季盃，比賽初段位置此於先頭第五的位置，在直路上嘗試維持走勢上前進佔位置，最終表現不俗下僅被赤夢追過取得第二。
夏季繼續以堅蘭盃作為調整的一環，但在比賽初段因出閘不順，加上未能適應軟地以無法發揮實力，最終以第十六大敗。
秋季首戰選擇再度為短途馬錦標，雖然於比賽途中維持穩定的走勢，但在直路上未能順利上前下僅跑獲第六。
10月下旬出戰天鵝錦標，比賽初段維持自身於第六的位置推進，但於直路上僅能保持均速，最終敗於極級必勝、嬌倩、樂桃源及賢德之君取得第五。
年末出戰阪神盃，比賽途中維持於有利位置下在最後彎道開始發力，進入直路後展開優秀的衝刺上前，最終在混戰中脫穎移出，以3/4馬位優勢取得時隔1年半的勝利，同時跑出破紀錄的1分19.3秒完賽時間。

### 5歲
2024年首戰為阪急盃，本次比賽其選擇於先頭第四左右的位置推進，在直路上迅速展開加速並跑出全場第三快的末腳速度，最終超越前方對手下以鼻位優勢壓贏朝霞大王取得勝利。
3月下旬進軍高松宮紀念，然而本次比賽一直處於最後方位置，直路上首度爛地限制下未能加速上前，最終以第十三落敗。
5月11日再度出戰京王盃春季盃，因1400米戰績優秀而取得第一人氣。比賽開始後，其選擇於先頭位置推進，比賽途中跟隨名將鈦金、Lumiere Noire及超神建築前進，在最後彎道開始加速。進入直路後，其以優秀的反應嚮應騎師松山弘平的指揮上前超越對手，及後繼續維持速度下成功抵擋來襲的赤夢，以鼻位優勢險勝對手。
進入秋季後，其第三度以短途馬錦標作為起動戰，本次比賽其面對前方純魔法做出的快步速，選擇維持於第八左右的位置，但在彎道處稍為上前進佔第六。進入直路後，其繼續在中檔位置殺上，最終僅敗於賢德之君、濠城、奈村佳盈以及大海女神取得第五。
11月17日出戰一哩冠軍賽，比賽初段迅速出閘下維持於第四的位置，在彎道途中開始進發上前至第二。進入直路後，其繼續於前往位置展開衝刺並一度取得優勢，雖然最終被勢頭猛烈的神志勇進及傲蹄巴魯超越，但仍然可以抵擋寬道路及卓倫谷的攻勢取得第三。
年末再度以阪神盃作為目標，雖然賽前取得第二人氣，然而於比賽途中無法由中團靠前位置保持走勢，最終以第八完賽。

### 6歲
2025年首戰為遠征沙特阿拉伯的1351草地短途錦標，比賽初段迅速由外檔貼欄，進佔先頭位置領放並做出中等步速。進入直路後，其仍然在前方位置佔先，繼續於內欄位置展開衝刺下嘗試帶離後方對手，但在最後一步被有讓磅優勢的百塔意城超越，以頭位差距落敗得第二。
回國後選擇以安田紀念作為目標，比賽初段順利出閘後迅速衝前，和一同以領放姿態展開賽事的消暑樂祭保持在前方，並與外檔馬匹衝前下稍為放緩速度。進入直路後，其繼續在內欄位置展現不俗的勢頭保持速度，可惜仍然被遠觀天象、地神力、神志勇進及寬道路超越取得第五。

### 詳細賽績
| 日期       | 舉辦國家   | 馬場     | 距離   | 級別 | 賽事名稱         | 負重 | 騎師     | 馬號 | 出馬 | 名次 | 時間    | 頭馬（二馬）        |
| ---------- | ---------- | -------- | ------ | ---- | ---------------- | ---- | -------- | ---- | ---- | ---- | ------- | ------------------- |
| 20/6/2021  | 日本       | 札幌     | 草1200 |      | 2歲新馬          | 54   | 丹内祐次 | 4    | 16   | 3    | 1:09.8  | Gran Aplauso        |
| 4/7/2021   | 日本       | 函館     | 草1200 |      | 2歲未勝利        | 54   | 丹内祐次 | 4    | 12   | 3    | 1:10.5  | A T Makfi           |
| 18/7/2021  | 日本       | 函館     | 草1200 |      | 2歲未勝利        | 54   | 丹内祐次 | 7    | 12   | 3    | 1:10.6  | Outperform          |
| 5/9/2021   | 日本       | 札幌     | 草1500 |      | 2歲未勝利        | 54   | 丹内祐次 | 9    | 13   | 5    | 1:32.8  | Navarone            |
| 18/9/2021  | 日本       | 中山     | 泥1800 |      | 2歲未勝利        | 54   | 丹内祐次 | 4    | 10   | 5    | 1:54.8  | Atractivo           |
| 17/10/2021 | 日本       | 新潟     | 草1200 |      | 2歲未勝利        | 55   | 丹内祐次 | 9    | 13   | 1    | 1:11.0  | （Luna Hermosa）    |
| 14/11/2021 | 日本       | 福島     | 草1200 | OP   | 福島兩歲錦標     | 55   | 松岡正海 | 15   | 16   | 1    | 1:09.5  | （Nishino Levante） |
| 18/12/2021 | 日本       | 中京     | 草1200 | OP   | 中京兩歲錦標     | 56   | 松岡正海 | 3    | 9    | 2    | 1:09.0  | 畫出浪漫            |
| 19/3/2022  | 日本       | 中京     | 草1400 | GIII | 獵鷹錦標         | 56   | 松岡正海 | 16   | 18   | 15   | 1:23.2  | 紫爍爍              |
| 8/5/2022   | 日本       | 中京     | 草1400 | L    | 橘錦標           | 56   | 和田龍二 | 10   | 10   | 1    | 1:19.3  | （加市冠冕）        |
| 28/5/2022  | 日本       | 中京     | 草1200 | GIII | 葵葉錦標         | 57   | 松山弘平 | 7    | 17   | 1    | 1:08.2  | （豐蘊礦）          |
| 28/8/2022  | 日本       | 札幌     | 草1200 | GIII | 堅蘭盃           | 54   | 松山弘平 | 5    | 15   | 2    | 1:09.2  | 急風聲勢            |
| 2/10/2022  | 日本       | 中山     | 草1200 | GI   | 短途馬錦標       | 55   | 松山弘平 | 7    | 16   | 2    | 1:07.8  | 險峰懸壁            |
| 29/1/2023  | 日本       | 中京     | 草1200 | GIII | 絲路錦標         | 59   | 松山弘平 | 14   | 15   | 7    | 1:08.3  | 奈村佳盈            |
| 26/3/2023  | 日本       | 中京     | 草1200 | GI   | 高松宮紀念       | 58   | 松山弘平 | 18   | 18   | 10   | 1:12.5  | 初勁                |
| 13/5/2023  | 日本       | 東京     | 草1400 | GII  | 京王盃春季盃     | 57   | 松山弘平 | 10   | 18   | 2    | 1:20.4  | 赤夢                |
| 27/8/2023  | 日本       | 札幌     | 草1200 | GIII | 堅蘭盃           | 57   | 松山弘平 | 5    | 16   | 16   | 1:12.2  | 奈村佳盈            |
| 1/10/2023  | 日本       | 中山     | 草1200 | GI   | 短途馬錦標       | 58   | 松山弘平 | 5    | 16   | 6    | 1:08.4  | 大海女神            |
| 28/10/2023 | 日本       | 京都     | 草1400 | GII  | 天鵝錦標         | 57   | 西村淳也 | 16   | 18   | 5    | 1:20.3  | 極級必勝            |
| 23/12/2023 | 日本       | 阪神     | 草1400 | GII  | 阪神盃           | 58   | 松山弘平 | 4    | 17   | 1    | 1:19.3  | （攻必勝）          |
| 25/2/2024  | 日本       | 阪神     | 草1400 | GIII | 阪急盃           | 58   | 松山弘平 | 1    | 18   | 1    | 1:21.2  | （朝霞大王）        |
| 24/3/2024  | 日本       | 中京     | 草1200 | GI   | 高松宮紀念       | 58   | 松山弘平 | 16   | 18   | 12   | 1:10.5  | 消暑樂祭            |
| 11/5/2024  | 日本       | 東京     | 草1400 | GII  | 京王盃春季盃     | 58   | 松山弘平 | 15   | 15   | 1    | 1:19.7  | （赤夢）            |
| 29/9/2024  | 日本       | 中山     | 草1200 | GI   | 短途馬錦標       | 58   | 松山弘平 | 3    | 16   | 5    | 1:07.2  | 賢德之君            |
| 17/11/2024 | 日本       | 京都     | 草1600 | GI   | 一哩冠軍賽       | 58   | 松山弘平 | 14   | 17   | 3    | 1:32.4  | 神志勇進            |
| 21/12/2024 | 日本       | 京都     | 草1400 | GII  | 阪神盃           | 58   | 松山弘平 | 12   | 18   | 8    | 1:20.5  | 奈村佳盈            |
| 22/2/2025  | 沙特阿拉伯 | 安都拉茲 | 草1351 | GII  | 1351草地短途錦標 | 57   | 松山弘平 | 10   | 13   | 2    | 1:17.93 | 百塔意城            |
| 8/6/2025   | 日本       | 東京     | 草1600 | GI   | 安田紀念         | 58   | 松山弘平 | 4    | 18   | 5    | 1:33.1  | 遠觀天象            |

## 血統簡介
父系再來一個為美國賽駒，生涯戰績優秀，曾勝出聖雅尼塔打吡、肯塔基打吡及必利時錦標。祖父花徑亦為美國賽駒，生涯戰績優秀，曾勝出一級賽卓華斯錦標及其他兩項二級賽。
母系Cosmo Marvelous為日本賽駒，生涯戰績不俗，曾勝出公開賽時期的綠松石錦標，同時亦於三級賽愛知盃跑獲亞軍。外祖父富士奇蹟爲日本賽駒，生涯出戰四場賽事全勝，包含一級賽朝日盃三歲錦標，曾被看好可以達成無敗三冠的偉業，但於彌生賞後因傷退役，因而被稱爲「幻之三冠馬」。

### 血統表
| 父線：Forty Niner系（淘金者系）         |                                   |                 |                 |
| 種馬 再來一個 2009年（栗色）            | 花徑 2002年（栗色）               | 歪趣            | Forty Niner     |
| 種馬 再來一個 2009年（栗色）            | 花徑 2002年（栗色）               | 歪趣            | Danzig's Beauty |
| 種馬 再來一個 2009年（栗色）            | 花徑 2002年（栗色）               | Princess Olivia | Lycius          |
| 種馬 再來一個 2009年（栗色）            | 花徑 2002年（栗色）               | Princess Olivia | Dance Image     |
| 種馬 再來一個 2009年（栗色）            | Arch's Gal Edith 2002年（深棗色） | Arch            | Kris S.         |
| 種馬 再來一個 2009年（栗色）            | Arch's Gal Edith 2002年（深棗色） | Arch            | Aurora          |
| 種馬 再來一個 2009年（栗色）            | Arch's Gal Edith 2002年（深棗色） | Force Five Gal  | Pleasant Tap    |
| 種馬 再來一個 2009年（栗色）            | Arch's Gal Edith 2002年（深棗色） | Force Five Gal  | Last Cause      |
| 繁殖雌馬 Cosmo Marvelous 2002年（棗色） | 富士奇蹟 1992年（棕色）           | 週日寧靜        | Halo            |
| 繁殖雌馬 Cosmo Marvelous 2002年（棗色） | 富士奇蹟 1992年（棕色）           | 週日寧靜        | Wishing Well    |
| 繁殖雌馬 Cosmo Marvelous 2002年（棗色） | 富士奇蹟 1992年（棕色）           | Millracer       | Le Fabuleux     |
| 繁殖雌馬 Cosmo Marvelous 2002年（棗色） | 富士奇蹟 1992年（棕色）           | Millracer       | Marston's Mill  |
| 繁殖雌馬 Cosmo Marvelous 2002年（棗色） | Romala 1992年（棗色）             | 尼真斯基        | 北地舞人        |
| 繁殖雌馬 Cosmo Marvelous 2002年（棗色） | Romala 1992年（棗色）             | 尼真斯基        | Flaming Page    |
| 繁殖雌馬 Cosmo Marvelous 2002年（棗色） | Romala 1992年（棗色）             | Single Blade    | Hatchet Man     |
| 繁殖雌馬 Cosmo Marvelous 2002年（棗色） | Romala 1992年（棗色）             | Single Blade    | Single Track    |
| 雌系：號族：9-a                         |                                   |                 |                 |
| 五代內近親交配：淘金者 5×5、單色 5×5    |                                   |                 |                 |

## 命名由來
名字中，Win（ウイン）為馬主Win Co. Ltd.冠名，出自其公司名字，Marvel（マーベル）則聯想自母系Cosmo Marvelous之名字，帶有「驚奇」的意思，香港則結合兩部分，翻譯為「出奇致勝」。

## 外部連結
- 出奇致勝 netkeiba.com （页面存档备份，存于）
- 血統表 （页面存档备份，存于）